# Kevin Krieger
Kevin Krieger (* 1991 in Gelsenkirchen) ist ein ehemaliger deutscher Politiker (Pro NRW, NPD, REP). Er war von 2016 bis 2019 Bundesvorsitzender der Partei Die Republikaner. 

## Leben
Nach dem Besuch der Schule leistete Krieger 2010 in Siegburg (Brückberg-Kaserne) Wehrdienst beim Wachbataillon der Bundeswehr.
Krieger schloss bei der Deutschen Post eine Berufsausbildung als Fachkraft für Kurier-, Express- und Postdienstleistungen ab und absolvierte ein Studium. Er wohnt in Pulheim im Rhein-Erft-Kreis.
Krieger war politisch bei den rechtsextremen Parteien Pro NRW und NPD aktiv. Er war von April 2015 bis 2019 Mitglied der Republikaner. Er nahm 2015 als Kandidat der Republikaner an der Oberbürgermeisterwahl in Köln teil, wo 0,49 % der Stimmen auf ihn entfielen, und war Landesjugendbeauftragter seiner Partei für Nordrhein-Westfalen. Auf dem Bundesparteitag der Republikaner am 5. November 2016 in Bächingen wurde Krieger ohne Gegenkandidat im 2. Wahlgang zum Bundesvorsitzenden gewählt. Er amtierte bis 2019.
Krieger distanzierte sich später von seiner parteipolitischen Betätigung und betreibt einen Kanal bei Youtube, um über seine Vergangenheit aufzuklären und so Präventionsarbeit zu leisten.